# Фламенко
Фламенко је врста шпанске музике и плеса настала у Андалузији у јужној Шпанији. Сматра се да фламенко у облику какав нам је познат данас датира из 18. века, а састоји се од певања (cante), свирања на гитари (toque), плеса (baile) и пљескања длановима (palmas). Постоје разна опречна мишљења о самом пореклу фламенка, а речник Шпанске краљевске академије повезује га с етничком групом Цигана (Gitanos) с обзиром на то да су управо они првобитно извршили велики утицај на овај жанр.
Фламенко се много променио током 19. века, а у последњих неколико година постао је популаран широм света и занимљиво је да у Јапану постоји више академија на којима се учи него у самој Шпанији. Новембра 2010. године УНЕСКО је прогласио фламенко за нематеријалну светску баштину.

## Етимологија речифламенко
Термин фламенко односи се на уметнички род који се усталио средином 19. века. Не постоје поуздани подаци о етимологији тог термина, већ неколико хипотеза о пореклу самог назива:
- Због могуће сличности са фламингосима: Прва група хипотеза сматра да је реч фламенко потекла од сличности дугоногих птица и самих играча који својим покретима подсећају на фламингосе. Мариус Шнајдер сматра да термин може имати неку везу са птицама, али не зато што подсећају на играче већ због фригијског модуса карактеристичног за фламенко, који се у оквиру средњовековне симбологије повезује са фламингосима, али и са многим другим животињама.
- Због тога што потиче од морискоса: Морискоси су били покрштени муслимани који нису имали сопствену земљу коју би обрађивали. Према мишљењу Бласа Инфантеа, реч фламенко настала је од андалузијског израза fellah gueir ard који значи сељак без земље. Он сматра да су се многи морискоси стопили са циганским заједницама са којима су делили заједничку судбину етничке мањине која се налазила потиснута на периферији доминантне културе. Инфанте претпоставља да се у таквој ситуацији морала створити музика фламенка, као манифестација бола који су осећали због ниподаштавања њихове културе. Он, међутим, не наводи никакву поуздану историјску чињеницу која би ту хипотезу потврдила. Имајући у виду његово залагање за аграрну реформу у Андалузији којом би се олакшао мизеран положај андалузијских радника тог времена, његову претпоставку можемо схватити као идеолошку или политичку, пре него као историјску или музиколошку.[5][6]
- Због тога што потиче из Фландрије: Према мишљењу Фелипеа Педреља, фламенко је стигао у Шпанију из удаљеног дела државе, тачније Фландрије, за време монарха Карлоса V, који је тамо рођен. Неки додају да се, за време игара приређиваних у знак добродошлице поменутом краљу, аплаудирало уз узвике Играј за Фламанца.
- Због тога што су Цигани називани Фламанцима: Године 1881, Демофило у својој првој студији о фламенку аргументује да се овај уметнички род назива фламенко, због тога што су његови примарни ствараоци, Цигани, били познати као Фламанци у тадашњој Андалузији. Тај став је преузео од Џорџа Бероуа који је четрдесет године раније у својој књизи Цигани Шпаније поменуо исту чињеницу:

Цигани је назив дат у Шпанији како у прошлости тако и у садашњости, онима које на енглеском зовемо gypsies, мада се исто називају и новим Кастиљанцима, Германима и Фламанцима.
Не зна се са тачношћу због чега су Цигани називани Фламанцима, али постоје бројни докази који указују на жаргонско порекло тог израза у германском речнику. Ова теорија подразумева исто тако да је термин фламенко настао од речи Фландрија, која је опет настала од речи пламен. У германском говорном подручју се фламенко односи на ватрен и плаховит темперамент Цигана, а Шпанска краљевска академија преузима врло слично значење.

## Историја
Фламенко је настао у 16. веку у Андалузији између Севиље, Кадиса и Хереса, а за његов настанак су били пресудни Арапи, Јевреји, Цигани и Андалужани. Настао је мешавином циганске музике и народне андалузијске музике, која је и тада иза себе имала дугу традицију певања уз гитару. С обзиром да је у време његовог настанка у Андалузији владало велико сиромаштво, сматра се да је он пре свега настао из потребе за изражавањем осећања, тачније као нека врста јадиковке. Историја фламенка дели се на два периода: преисторију фламенка, која траје од његове појаве тј. до појаве првог диска са наснимљеним гласом једног певача, и историју фламенка која траје од појаве првог диска до данас.
Почетна етапа, траје од друге половине 18. до прве половине 19. века. Из ове етапе потиче први познати певач фламенка Tío Luis el de la Juliana. Затим следи Златно доба фламенка које траје од 1840. до 1860. године. У овој етапи, најважније је споменути једног од најпознатијих певача фламенка Еl Planeta и његовог ученика El Fillо-а. El Fillo је у фламенко увео нови глас назван la voz afillá, реч изведена од речи afillada (оштар, оштра). То је веома дубок глас, касније често имитиран од стране нових генерација певача.
Најважнији период је период Los café cantantes, и траје од 1860. до 1920. Познат је по бројним малим ноћним локалима где су гледаоци могли да уживају у фламенко наступима. Први овакав локал отворен је 1842. у Севиљи. Обично су наступали један или два певача, три или четири плесачице и два плесача, које прати музика двојице гитариста. Овакви локали су спојили циганске и андалузијске певаче. Певач је имао главну улогу, али су и гитаристи били веома битни и били су обавезни да знају што више песама. Један од најпознатијих гитариста је Рамон Монтоја, који је касније постао оснивач модерне фламенко гитаре.
Хуан Брева је први увео фламенко у позориште. Овај период траје од 1920. до 1940. године. Мишљење је да фламенко губи квалитет његовим пребацивањем на сцену. Године 1936, избија Грађански рат, током ког није било пуно прилика за добро плаћен наступ и фламенко губи популарност.
Године 1922, организовано је такмичење у извођењу песама уз које се игра фламенко, Concurso Nacional de Jondo de Granadа. Оно је организовано не да би побољшало фламенко у уметничком смислу, већ да би га поново учинило популарним. Прво место су освојили дванаестогодишњаци El Tenazas и Manolo Caracol. Убрзо следи увођење Фламенка у оперу, од 1929. до 1936. године, што представља још један корак ка већој популарности фламенка. Теме изведби су углавном биле трагичног карактера; несрећне љубави, напуштање деце, морбидне драматизације... Los fandangos или fandanguillos су били најпопуларнији стилови. У ово доба се развијају Canción por bulería, као и нови жанр назван Copla Andaluza или шпанска песма Canción española, врста баладе, извођена током сарсуеле. У овом периоду много је свирана и андалузијска народна музика, па много људи често мешају ова два појма.
Педесетих година 20. века, Анселмо Гонсалес Климент издаје књигу Фламенкологија, након чега је уследио низ догађаја који су били веома битни за фламенко и за оно што он данас јесте. Последња етапа траје од осамдесетих година 20. века до данас. Одликују је два феномена:  и  (диском). Таблао је ноћни клуб у ком се могу видети изведбе фламенка, и представљају модерни облик café cantante, док нам је диск омогућио не само да чујемо данашње изведбе фламенка, већ и оне из прошлости.
Данас је време тзв. Новог позоришта, и фестивала под покровитељством Секретаријата за културу аутономне покрајине, који се током лета одржавају широм Андалузије.

## (облици)
Постоји доста врста (облика) фламенка, између осталих: Alboreá, Alegrías, Bambera, Bandolá, Bulerías, Cabales, Campanilleros, Caracoles, Carcelera, Cartagenera, Colombiana, Copla andaluza, Debla, Fantasía, Farruca, Galeras, Garrotín, Guajira, Jabegote, Jabera, Jota flamenca, Liviana, Malagueña, Media Granaína, Mineras, Mirabrás, Nana, Petenera, Polo, Romance, Romeras, Saeta, Soleá, Taranta, Tientos, Verdiales, Vidalita, Zorongo...

### и
је популаран шпански, традиционални плес. Најраспрострањенији је био током 17. века у Шпанији. Ова два облика фламенка највероватније воде порекло из Андалузије; из времена пре Мавара. Скоро свако село има своју верзију овог плеса. У северној Андалузији, фанданго је био пропраћен звуцима мандолине. Мандолина се на шпански преводи као la bandola, а цео стил је по мандолини добио име abandolao. Почетком 19. века, фламенко је попримио неке одлике фанданга из Андалузије.
Музика и плес, типични за Севиљу, носе заједнички назив - Las sevillanas. Према одређеним изворима, сматра се да воде порекло још из времена Католичких краљева. Овај плес је најпопуларнији фламенко плес у Шпанији; може се плесати споро, али и брзо. Плеше се и пева на разним забавама широм Андалузије. Може се плесати и у пару. Разликују се четири основна покрета, а то су: paseíllos, pasadas, careos и remate. Инструмент који прати овај плес је гитара. Прве музичке плоче су се појавиле 1950. године, а извођачи су били браћа Торонхо.

### Географска распрострањеност
- - У ову групу облика, спадају облици фламенка који воде порекло из Малаге и околине. La malagueña је врста фламенка пореклом из села Алоре. Потиче од старог стила el fandango malagueño као и већина облика који спадају у ову групу. Постала је фламенко стил у првој половини 19. века. У ову породицу спадају и: la rondeña, la jabera, los jabegotes, las verdiales, las cualaqueñas, las serranas, la caña и el polo. Стручњаци за фламенко понекад у ову групацију сврставају и стил la bandolá.
- и  - Ово су називи за групу облика фламенка који воде порекло из Кадиса, Лос пуертас и Хереса. У ову групацију сврставамо облике фламенка као што су: las alegrías, el mirabrás , las cantiñas, las romeras, los caracoles и las rosas. La Bulería је настала у 19. веку у Хересу. То је брз стил који допушта импровизацију. Назив la bulería потиче од шпанског глагола burlar (смејати се, исмевати).
- - У ову групу, спадају la taranta, la minera, la cartagenera, el fandango minero, la levantica и la murciana. Ови облици су се развили у 19. веку у месту La Sierra de Cartagena. Од 1961, сваког августа се одржава фестивал под називом Festival Internacional del Cante de las Minas (у част рудара).
- - У групу Cantes de ida y vuelta, спадају облици који потичу из културне размене између Шпаније и Јужне Америке а то су: la rumba, la milonga, la lavidalita, la colombiana и la guajira. Према старом веровању ови стилови су стигли у Јужну Америку преко шпанских емиграната, тамо су доживели неке промене, а потом су се вратили у Шпанију и опет прилагодили шпанском стилу.

Поједини стручњаци сматрају да је већина ових стилова, такође, афричког порекла.

## (песма, гитара, плес)
(песма) - Једна је од три главне компоненте фламенка, заједно са toque и baile.
Странци обично сматрају да је плес најважнији део уметничке форме фламенка, јер се плесач налази у центру фламенко перформанса, али заправо је песма срце и душа овог жанра. Певач у фламенку се назива cantaor.
Многе од најранијих фламенко песама су биле тамне и дубоке по природи, говориле су о догађајима попут насилне смрти, љубави, издаје, затвору, болести и губитку. Ово се често тумачи као израз емоција народа Андалузије, који су били под Маварском окупацијом. Постоје многе варијанте песама, све изражавајући, притом, јединствену емоцију. Фламенко песме се данас могу сврстати у три категорије: cante grande, cante intermedio или cante chico.
Познати извођачи певачи фламенка су: Antonio Fernandez, Francisko Ortega Vargas, Silverio Franconetti Aguilar, Pastora Maria Pavon Cruz, Manuel Ortega Juarez, Jose Monje Cruz и други.
Toque (гитара) - Држање и техника фламенко гитаристе, који се назива „tocaor”, разликује се од оних које има извођач класичне гитаре. Док класични гитариста ослања своју гитару, у косом положају, више на леву ногу, гитариста фламенка има обичај да наслони гитару на прекрштене ноге, тако да се нађе у скоро хоризонталном положају у односу на под. Модерни фламенко гитаристи имају обичај да користе класичне гитаре, иако постоји посебан инструмент за овај жанр, који се назива фламенко гитара. Она је мање тешка, а њена кутија је ужа него код класичне гитаре, па је њен звук нижи и не засењује певача. Углавном се прави од чемпреса, са дршком од кедра и смрче. Чемпрес јој даје врло светао звук, погодан за карактеристике фламенка.
Главни гитаристи су били Мануел Рамирес де Галарета (Мадрид, 1864—1920) и његови ученик Сантос Ернандес (Мадрид, 1873—1943).
Употреба палца је карактеристична за фламенко гитаристе, којом постижу већу моћ и звучност него класични гитаристи.
Фалсета је мелодична фраза која је смештена између смењивања акорда, намењених да прате песму.
Пратња, као и соло извођење фламенко гитариста, заснива се колико на модалном хармонијском систему, толико и на тонском, иако је најчешћа комбинација оба. Неке фламенко песме се изводе a palo seco (без пратње гитаре).
У зависности од типа изведбе, разликујемо: Toque airoso, Toque gitano o flamenco, Toque pastueño, Toque sobrio, Toque virtuo, Toque corto, Toque frío.
Baile (плес) - Познат по свом емоционалном интензитету, поносном држању; по својој експресивној употреби руку и ритмичком ударању стопалима. Доста различитих стилова фламенка се развило: Flamenco puro, Classical flamenco, Flamenco nuevo... У традиционалном фламенку, млади људи се сматрају недовољно емотивно зрелима да би пренели душу жанра. За разлику од других плесних форми, где се плесачи као јако млади професионално баве плесом, у фламенку играчи своје врхунце не достижу до тридесетих година, настављајући да се баве њиме и у својим каснијим годинама.

## Термини у фламенку
Оле је узвик који се користи да изрази одушевљење у фламенко перформансу. Служи да се истакне важна улога коју игра публика док се изводи фламенко. Оле је дубоки израз саучесништва међу самим уметницима. Такође је назив андалузијског плеса из 8. века, извођен уз пратњу кастањета.
Адолфо Салазар сматра да узвик Оле, са којим се анимирају певачи и плесачи у Андалузији, може бити изведен од хебрејског глагола олех што значи попети се. Највећи доказ о постојању ове речи може бити сленг: Olá, што значи „дођи“ (на шпанском venga). Без обзира на порекло и значење Оле, постоји врста андалузијске народне песме назване по понављању наведене речи. Мануел де Фаља је био инспирисан овом врстом песме у неким одломцима из другог чина опере La vida breve (Кратак живот).
Duende је врло специфичан осећај у фламенку. Постоје неки магични и пролазни тренуци у фламенку када извођач осећа дубоку духовну везу са музиком и публиком. Такви тренуци могу да се осете само кроз осећај љубави према музици. Човек мора да буде ослобођен из свог тела и средине да би се осетило такво задовољство. И то је дуенде. Оно изненада долази и пролази веома брзо. Одговор на доживљај таквог тренутка могу бити узвици Оле!
Tener duende („имати дуенде“) значи имати душу, повишено стање емоција, термин често повезан са фламенком. Уметнички и музички израз посебно је изведен из дуенде што значи вила, гоблин, мистично створење шпанске митологије.
Према речнику Шпанске краљевске академије el duende у Андалузији је мистериозно и неописиво биће. Федерико Гарсија Лорка, на свом предавању Teoría y juego del duende, потврђује ту неописивост дефинишући следећим речима Гетеа: Мистериозна моћ коју свако осећа, а коју ниједан филозоф не може да објасни.
У фламенку, el duende превазилази технику и инспирацију, у речима Лорке: Да бисте га пронашли, не постоји ни мапа ни вежба. Када неки уметник фламенка доживљава долазак овог мистериозног бића, користе се термин имати, певати, играти или плесати дуенде.

### Видео снимци
- Concurso de sevillanas 2011
- Starting young 2007
- Street Flamenco in Seville
- Flamenco dancing
- Maria Alba y Ramon De Los Reyes - Great Flamenco Couple
- Choreography of Flamenco